# Partick Thistle Football Club 2022-2023
Questa voce raccoglie le informazioni riguardanti il Partick Thistle Football Club nelle competizioni ufficiali della stagione 2022-2023.

## Stagione
- In Scottish Championship il Partick Thistle si classifica al 4º posto (57 punti), dietro al Queen's Park e davanti al Greenock Morton. Ai play-off supera al quarto di finale il Queen's Park (8-3 complessivo) e in semifinale l'Ayr Utd (8-0 complessivo), poi perde la finale contro il Ross County (vittoria per 2-0 all'andata, sconfitta per 3-1 al ritorno e 5-4 finale ai calci di rigore).
- In Scottish Cup viene eliminato agli ottavi di finale dai Rangers (3-2).
- In Scottish League Cup viene eliminato ai quarti di finale dall'Aberdeen (4-1).

## Maglie e sponsor
| Casa | Trasferta |

## Rosa
| N. |                   | Ruolo | Calciatore      |
| -- | ----------------- | ----- | --------------- |
| 1  | Scozia (bandiera) | P     | Jamie Sneddon   |
| 2  | Scozia (bandiera) | D     | Jack McMillan   |
| 3  | Scozia (bandiera) | D     | Harry Milne     |
| 4  | Scozia (bandiera) | D     | Kevin Holt      |
| 5  | Scozia (bandiera) | D     | Darren Brownlie |
| 6  | Scozia (bandiera) | C     | Kyle Turner     |
| 7  | Scozia (bandiera) | C     | Scott Tiffoney  |
| 8  | Scozia (bandiera) | C     | Stuart Bannigan |
| 9  | Scozia (bandiera) | A     | Brian Graham    |
| 10 | Scozia (bandiera) | A     | Anton Dowds     |
| 11 | Scozia (bandiera) | C     | Steven Lawless  |

| N. |                             | Ruolo | Calciatore               |
| -- | --------------------------- | ----- | ------------------------ |
| 14 | Scozia (bandiera)           | A     | Cammy Smith              |
| 15 | Scozia (bandiera)           | C     | Cole McKinnon            |
| 16 | Irlanda del Nord (bandiera) | D     | Lee Hodson               |
| 17 | Inghilterra (bandiera)      | A     | Tony Weston              |
| 18 | Inghilterra (bandiera)      | D     | Tunji Akinola            |
| 19 | Scozia (bandiera)           | A     | Danny Mullen             |
| 21 | Scozia (bandiera)           | C     | Aidan Fitzpatrick        |
| 22 | Scozia (bandiera)           | D     | Aaron Muirhead           |
| 23 | Scozia (bandiera)           | C     | Ross Docherty (capitano) |
| 29 | Scozia (bandiera)           | C     | Zander McKenzie          |
| 31 | Scozia (bandiera)           | P     | David Mitchell           |